# Hirondelle gracieuse
Progne elegans
Espèce
Synonymes
- Progne modesta elegans

Statut de conservation UICN

 LC  : Préoccupation mineure
L'Hirondelle gracieuse (Progne elegans) est une espèce de passereaux de la famille des Hirundinidae. 

## Répartition
Son aire de répartition s'étend sur l'Argentine, l'Uruguay, le Paraguay, le Brésil, la Bolivie, le Pérou, la Colombie et le Panamá.

## Taxonomie
C'est une espèce monotypique (non subdivisée en sous-espèces) parfois considérée comme une sous-espèce de Progne modesta.